# 大奥
座標: 北緯35度41分18秒 東経139度45分16秒 / 北緯35.688324度 東経139.754389度

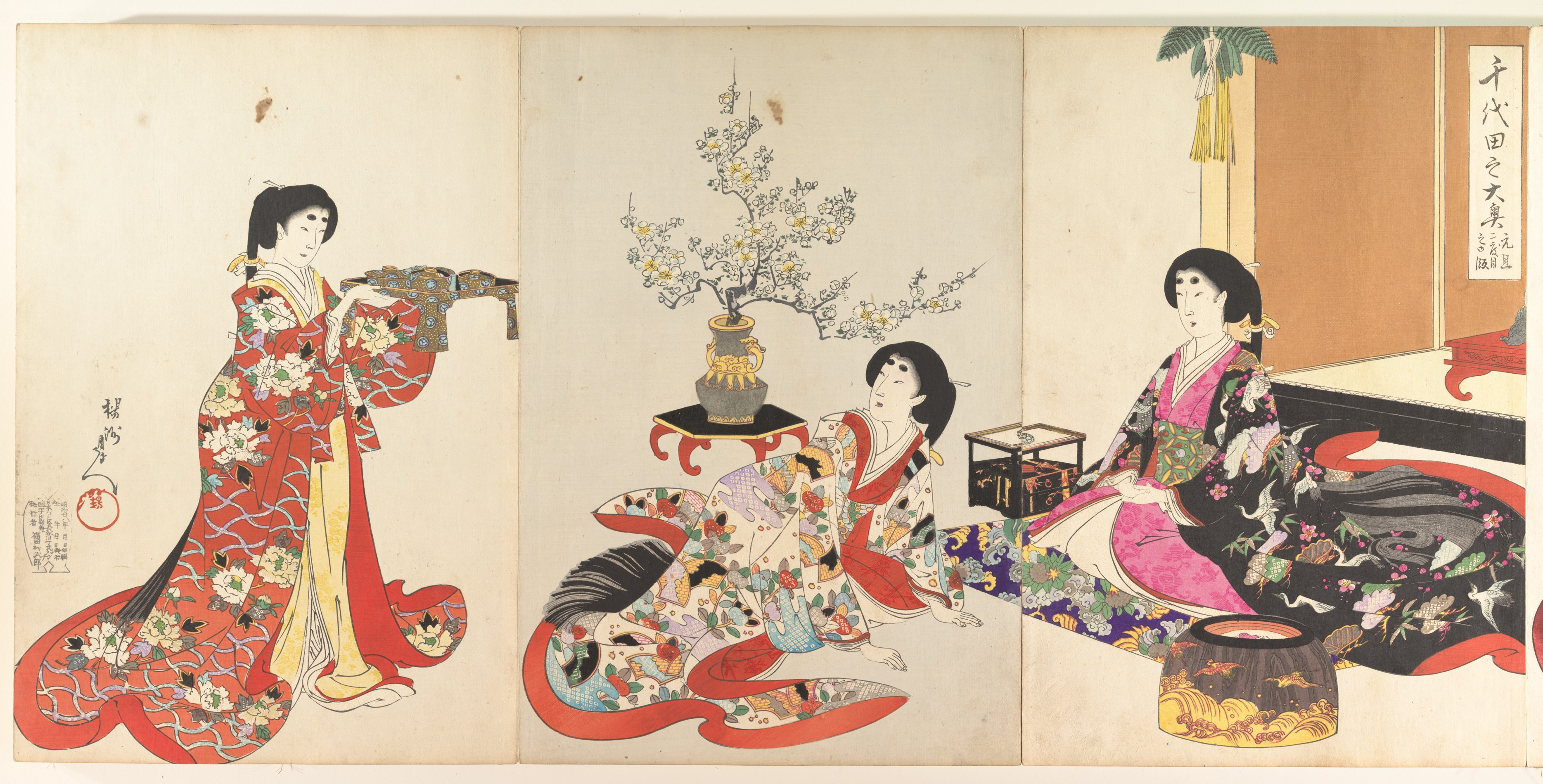
千代田之大奥 元旦二度目之御飯 橋本（楊洲）周延画

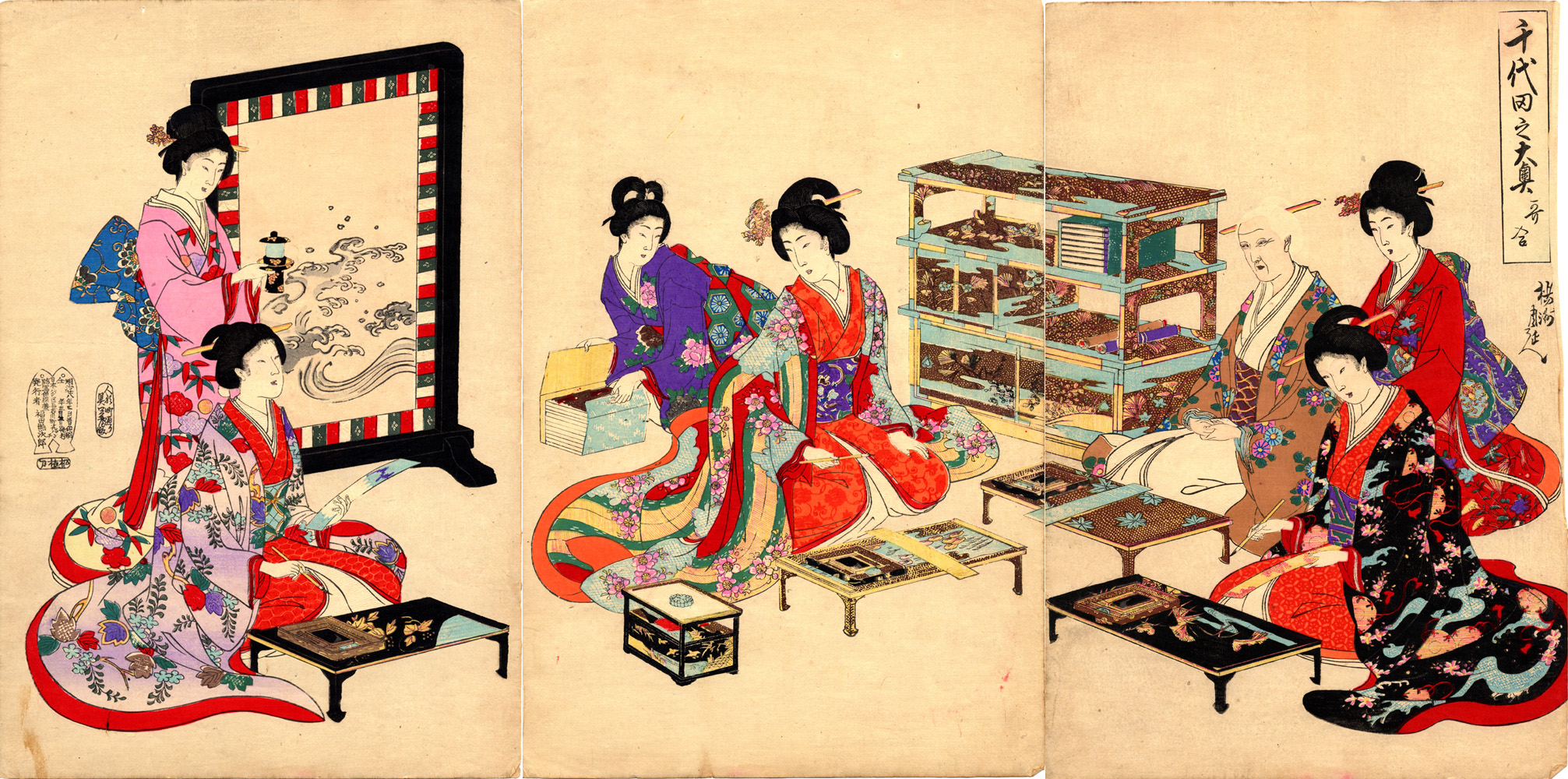
千代田之大奥 歌合　橋本（楊洲）周延画

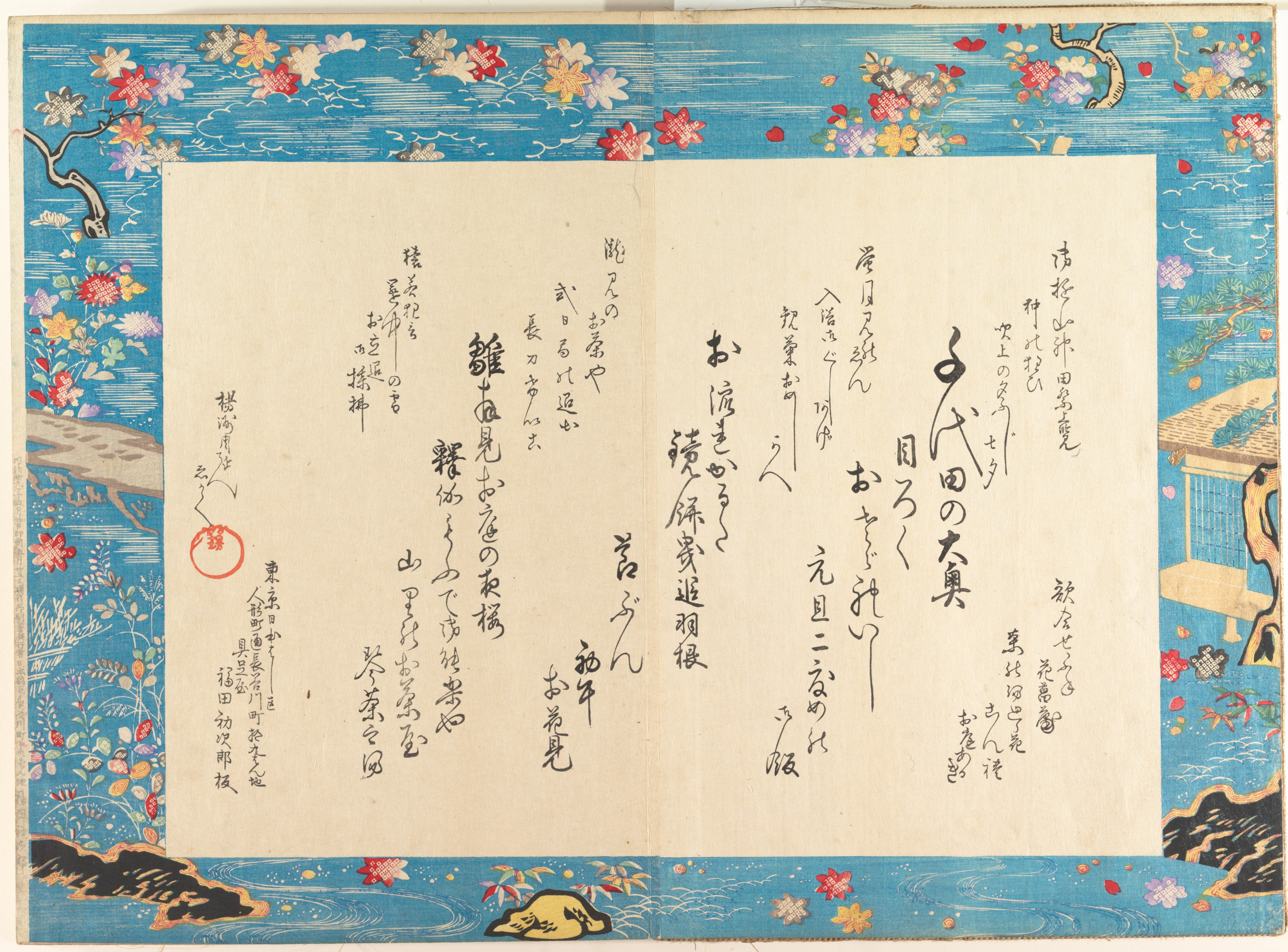
千代田之大奥 見開き　橋本（楊洲）周延画

大奥（おおおく）は、江戸城に存在した将軍家の御台所・子女・側室・奥女中（御殿女中）が男性では将軍を主体とした「将軍家の血筋を守り繋げるため」原則男子禁制であり、将軍の家族いわゆる夫人やその世子及び子女と生活のお手伝いをする奥女中の住まう奥向きの御殿や居所。一概に言えば将軍家の後宮と同義の意味である。
併せて、将軍以外の男性では特例で御典医のみ健康管理のために大奥への立ち入りを許された。その他の男性は全て大奥の出入り口の一つ・七つ口から立入厳禁となる。一般に大奥という表現は狭い意味では江戸城本丸大奥のみを指すが、広い意味では西丸大奥・二丸大奥も含む。江戸時代の大名家でも家によっては奥向を大奥と呼んでいた。
本項では、江戸城大奥について述べる。

## 沿革
女中らは仕えるにあたって「奥方之儀　何事ニヨラズ　外様ヘモラシ申マジキ事」（享保６年女中誓詞）との誓書を入れさせられていて、これはよく守られたため、大奥の内実は未だよくわからない点も多く、研究が続いている。制度自体は、三代目将軍家光の乳母である春日局が家光の世継ぎが生まれるよう側室になりうるよう女性らを江戸城に集めて住まわせたことに始まり、時代とともに規則・しきたりが整備されていった。

### 呼称の変化
武家の邸宅において、儀礼や政治の場である「表」と日常生活の場である「奥」との区分は近世以前より存在していた。しかし大奥という呼称は江戸城に初めから存在していた訳ではない。元和4年（1618年）の「壁書」や元和9年（1623年）の「御台所法度」では、「奥方」や「奥」といった呼称が用いられている。本丸に関する最古の図面である寛永14年（1637年）の「御本丸御奥方御絵図」では「御奥方」と呼ばれている。4代将軍・徳川家綱の時代に「大奥」という呼称が登場するようになり、5代将軍・徳川綱吉の時代に「大奥」が定着するようになる。これは貞享元年（1684年）に御座之間近くで大老・堀田正俊が若年寄・稲葉正休に殺害されたことで、表と奥の境目が明確化したことによると考えられている。

### 規則の変化
大奥及び奥女中に対する規則は「壁書」以降、将軍の代替わりごとに確認され改訂されてきたと考えられている。「壁書」で主に規定されていたのは大奥への出入りに関することである。男性の出入りが明確に禁止されているのは、大奥全体ではなく女中たちの宿舎である長局より奥であった。5年後の「御台所法度」では、医師や大名の使者等の出入りについての記述が加えられた。寛文10年（1670年）には女中たちが守るべき「女中法度」、老中に対する「老中連署条目」が出されている。享保6年（1721年）の「女中法度」では、文通や宿下がり（一時帰宅）で交際が許される範囲やぜいたくの禁止等についての条文が加えられた。

### 構造の変化
大奥の構造は火災による焼失・再建の度に変化していった。綱吉の時代までの特徴は、老女や側室の居所が御殿向に点在していたことである。6代将軍徳川家宣の時代以降、側室は女中として長局に居住するようになる。これにより御台所と側室の立場の違いが明確化した。9代将軍徳川家重の時代に御鈴廊下が2本になったと考えられている。本丸御殿は計5回焼失しており、文久3年（1863年）に焼失してからは再建されなかった。

### 幕末の政治問題による変化と大奥の終焉
幕末期の大奥には、表の政治問題が波及するようになる。弘化3年（1846年）に水戸藩前藩主徳川斉昭が琉球や蝦夷地に関して12代将軍徳川家慶に訴えかけようとして、上臈御年寄姉小路に書を送っている。その後、安政期の将軍継嗣問題では、南紀派と一橋派が大奥工作を行って政争を展開した。南紀派は13代将軍徳川家定の生母本寿院や上臈御年寄歌橋を味方に付け、一橋派は正室篤姫を通じて将軍に働きかけようとした。徳川家茂が14代将軍に就いてからは、大老井伊直弼らによって朝幕関係修復のため皇女降嫁が画策される。
慶応4年（1868年）、鳥羽・伏見の戦いで徳川慶喜が敗北し、新政府が慶喜の追討令を出した後、天璋院と静寛院宮はそれぞれ薩摩藩と朝廷に対して嘆願書を送っている。 その後、大奥は幕府始まって以来初めて徳川家中へ向けた御触を発令し、恭順を徹底するよう命じた。同年4月、江戸城開城に先立って静寛院宮と家茂生母実成院は清水邸へ、天璋院と本寿院は一橋邸へ退去した。

## 構造
江戸城内曲輪は、本城（本丸、二の丸、三の丸）、西丸、紅葉山、吹上御庭、西丸下で構成されていた。このうち、大奥が置かれたのは本丸、二丸、西丸の3つの郭である。本丸は将軍夫妻、二丸は将軍生母やかつての将軍に仕えていた側室、西丸は世嗣夫妻や大御所夫妻が住まいとしていた。ただし本丸の非常時には、二丸や西丸が代わりとして機能した。
図面は江戸城 大奥御殿向惣絵図がある。
本丸御殿は、先述したように表、中奥、大奥に区分されている。この内、表と中奥は一続きの御殿であった。しかし大奥は表・中奥御殿とは切り離されており、銅塀で仕切られていた。中奥と大奥を繋ぐ唯一の廊下が、御鈴廊下である。将軍が大奥へ出入りする際に鈴のついた紐を引いて鈴を鳴らして合図を送り、出入り口である「御錠口」の開錠をさせていたことからこの名が付いた。後に火事等の緊急事態を想定して作られたのが「下御鈴廊下」であるとされている。
大奥は大別して広敷向・長局向・御殿向に区画される。
広敷向
広敷は大奥の玄関口である。広敷には男性の広敷役人（広敷用人）がいたため、御殿との間の錠口、長局との間の七ツ口によって仕切られていた。七ツ口は、女中たちの部屋方や商人たちが用いていたが、七ツ時（午後4時）に閉められたためにこの名が付いた。
御殿向
将軍の寝所である御小座敷、御台所居所、「千鳥之間」、「呉服之間」といった大奥女中詰所などがあった。御台所の居所は、時代によって「松御殿」、「新御殿」などと呼ばれていた。歴代将軍の位牌がある「御仏間」や「御対面所」も、御殿にあった。
長局向
奥女中たちの2階建ての居所である。一之側から四之側までの4棟に加え、東長局、御半下部屋があり、格式に応じて一之側が上臈御年寄や御年寄、二之側、三之側がその他の御目見以上の女中、四之側がお目見え以下の女中たちに配分された。

## 大奥女性の身分と立場

### 御台所

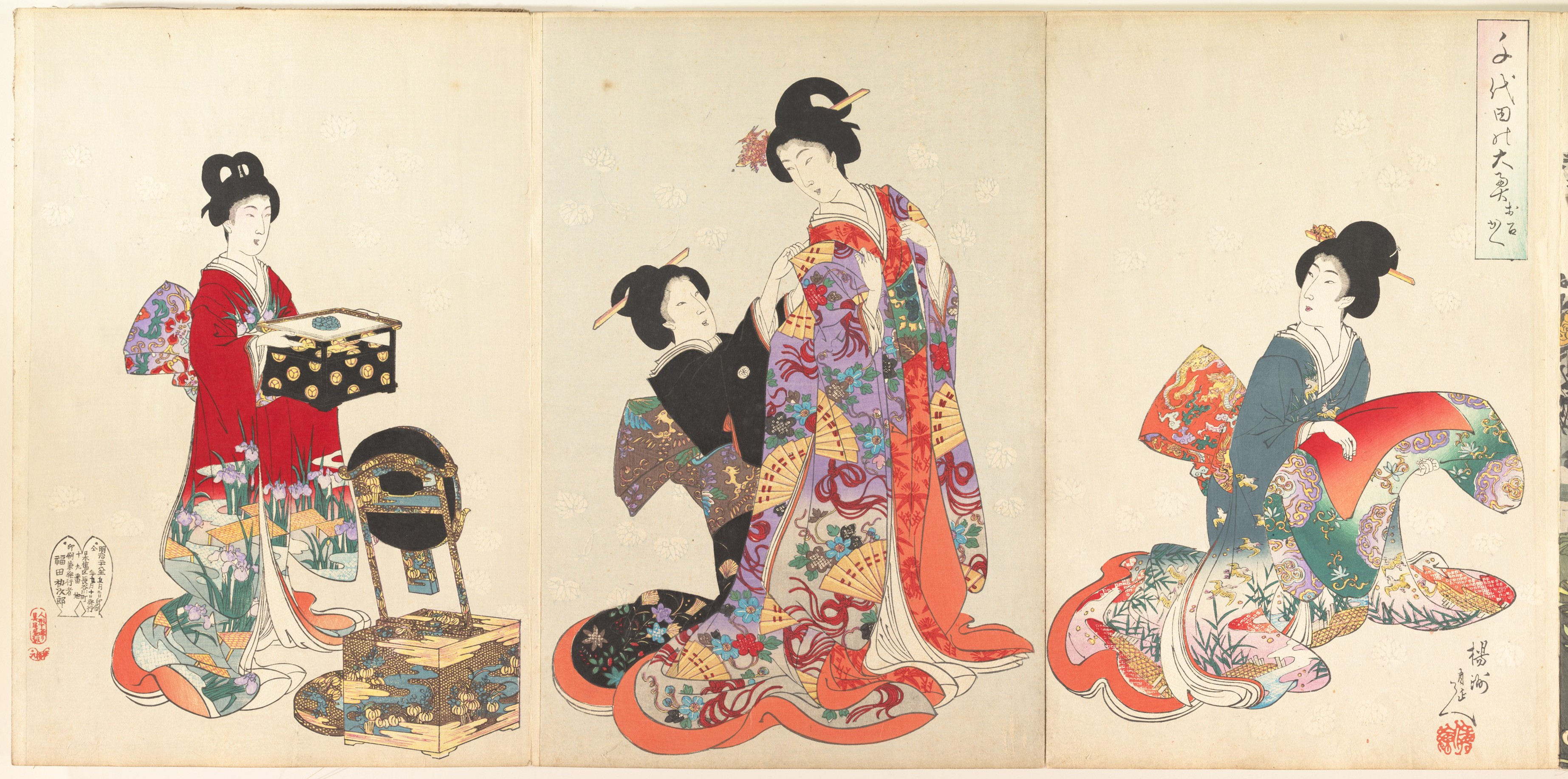
千代田之大奥　お召し替え「御台所のお召し替えの世話をする御台所付中臈 」橋本（楊洲）周延画

大奥一の女主であり主宰者でもあるのが、将軍正室である「御台所」である。御台所は、3代将軍家光以降は、五摂家（近衛家・九条家・一条家・二条家・鷹司家）か四親王家（有栖川宮家・桂宮家・伏見宮家・閑院宮家）から迎えるのが慣例となっていた。11代将軍・家斉の御台所・広大院と13代将軍家定の御台所・天璋院の2人は、どちらも島津家出身であったが、縁戚に当たる近衛家に養女となった上で輿入れした。なお、7代将軍・家継の婚約者となった八十宮吉子内親王と、14代将軍・家茂の御台所となった和宮親子内親王（静寛院）はどちらも摂家・宮家出身ではなく皇女であった。なお、初代将軍・家康と8代将軍・吉宗は将軍就任前に正室を喪い、在任中も新たな正室を迎えなかったため、実際には御台所は空席のままであった。
江戸時代初期においては大抵の場合、御台所は形式上の主宰者であった。例えば、3代家光正室・鷹司孝子は夫との仲が極めて険悪で、正式に「御台所」と称することのないまま、結婚後程なくしてその居所を本丸から中丸に移され、大奥の実権はもっぱら春日局らが握っていた。その立場に変化が現れたのは、6代将軍徳川家宣の時代で、家宣が、御台所・天英院の父・近衛基煕を儀礼指南役として重用し敬意を表したことで、幕府役人はもちろん、大奥の儀礼も整えられた。それによって御台所の立場は不動のものとなったが、前述の家康や吉宗の例のように御台所不在の期間が合わせて約100年ほどあり、その間は先代将軍の正室や将軍生母らが大奥を主宰した。
生前に官位を賜ったのは
- 4代家綱正室・浅宮顕子女王（従三位）
- 6代家宣正室・近衛熈子（従一位）
- 10代家治正室・五十宮倫子女王（従三位）
- 11代家斉正室・近衛寔子（従一位）
- 12代家慶正室・楽宮喬子女王（従三位）
- 13代家定正室・近衛敬子（島津篤子）（従三位）

の6人だけで、世嗣となる子供を産んだのは2代徳川秀忠正室・お江与の方だけである。御台所は自らの夫が亡くなった場合は落飾して本丸から退き、西丸で余生を過ごした。

### 側室
将軍の側室は基本的に将軍付の御中﨟から選ばれる。将軍が目に適った者の名を御年寄に告げると、その日の夕刻には寝間の準備をして寝所である「御小座敷」に待機していた。御台所付の中﨟が将軍の目に適った場合は、将軍付御年寄が御台所付御年寄に掛け合って、「御台所了承」という手順を踏んで、寝間の準備が行なわれた。御台所付き中﨟に拒否権はあったが、その場合は「永のお暇」となり、辞職して大奥を去らなければならなかった。
寝間を終えた中﨟は「お手つき」と呼ばれ、懐妊して女子を出産すれば「お腹様」（おはらさま）、男子を出産すれば「お部屋様」（おへやさま）となり、ようやく正式な側室となる。さらに、我が子が世嗣に選ばれ将軍職に就くと将軍生母となり、時代によっては御台所を遥かに凌ぐ絶大な権威と権力を持ち得た。5代将軍徳川綱吉の生母・桂昌院はその最たる例で、従一位に叙せられている。
しかし大奥側もこういったことは座視しておけず、様々な対策をした結果（例えば春日局がとんでもない権勢を誇ったことから、乳母が乳を上げるときは顔を覚えられないように黒い布で顔を隠した）、側室や将軍生母の力は、時代が下るとともに低下していった。江戸時代後期になると、側室はたとえ我が子が将軍世子であっても自身の地位は一介の女中のそれと同等にとどまり、我が子が将軍になって初めてお上（おかみ、将軍家の一員）として遇された。その他の側室は落飾して「○○院」と号して、二の丸御殿（将軍の子どもを産んだ側室）や桜田御用屋敷で静かに余生を過ごした。
| 将軍名    | 側室名 |
| --------- | --- |
| 初代 家康 | 西郷局 下山殿 養珠院 長勝院 良雲院 茶阿局 清雲院 英勝院 西郡局 雲光院 正栄院 相応院 泰栄院 養儼院 蓮華院 普照院 信寿院 法光院 三条氏 他 |
| 02代 秀忠 | 浄光院 |
| 03代 家光 | 宝樹院 桂昌院 順性院 自証院 永光院 芳心院 定光院 おまさ                                                                                 |
| 04代 家綱 | 養春院 円明院 |
| 05代 綱吉 | 瑞春院 寿光院 清心院 |
| 06代 家宣 | 月光院 法心院 蓮浄院 本光院 |
| 07代 家継 | 無 |
| 08代 吉宗 | 深徳院 本徳院 深心院 覚樹院 おさめ お咲                                                                                                 |
| 09代 家重 | 至心院 安祥院 |
| 10代 家治 | 蓮光院 養蓮院 |
| 11代 家斉 | 香琳院 妙操院 勢真院 真性院 芳心院 速成院 清昇院 皆春院 本性院 専行院 慧明院 青蓮院 超操院 智照院 本輪院 宝池院                         |
| 12代 家慶 | 本寿院 清涼院 妙華院 お波奈 殊妙院 見光院 妙音院 秋月院                                                                                 |
| 13代 家定 | 豊倹院 |
| 14代 家茂 | 不明 |
| 15代 慶喜 | 新村信 中根幸 一色須賀 お芳 他 |

出生の子が将軍になった人物は名前を太字で、孫が将軍になった人物は斜字で表示

### 大奥女中
大奥に住む女性たちの大部分を占めていたのが女中たちであった。ちなみに幕府から給金を支給されていた女中たちすべてを「大奥女中」と言い、実際には将軍家の姫君の輿入れ先や息子の養子先の大名家にも存在していたという。女中の人数は最盛期で1000人とも3000人とも言われる。
女中は基本的に将軍付と御台所付の女中に大別されているが、役職名はほとんど同じである。ただし、格式や権威に関しては将軍付の方が高かった。また、特定の主人を持たない女中たちを｢詰｣と呼んだ。
序列や役職名は時代によって異なるが、江戸時代後期の奥女中の役職は以下の通りであった。
| 階級         | 読み方               | 主な役職 |
| ------------ | -------------------- | --- |
| 上臈御年寄   | じょうろうおとしより | 御台所の御用や相談役を担当。御台所に同伴してきた京の公家出身女性の名誉職であることが多かったと言われている（上臈御年寄を参照）。 |
| 御年寄       | おとしより           | 大奥の万事を取り仕切る最高権力者。「表」の老中に相当する（御年寄を参照）。                                                       |
| 御客応答     | おきゃくあしらい     | 諸大名からの女使が大奥を来訪した際の接待役を担当する。                                                                           |
| 中年寄       | ちゅうどしより       | 御年寄の指図に従う代理役。献立のチェックから毒見役までをこなした。                                                               |
| 中﨟         | ちゅうろう           | 将軍・御台所の身辺世話役。家柄や器量の良い女性が選ばれこの中から側室が選ばれていた（御中﨟を参照）。                             |
| 御小姓       | おこしょう           | 御台所の小間使。7歳～16歳くらいの少女の場合が多かった。                                                                          |
| 御錠口       | おじょうぐち         | 大奥と中奥の出入り口である錠口の管理を担当した。                                                                                 |
| 表使         | おもてづかい         | 外公役。御年寄の指図で物資調達を広敷役人に要請していた。                                                                         |
| 御右筆       | ごゆうひつ           | 日記から書状に至る一切の公文書管理を担当。諸大名からの献上品の検査役も担っていた。                                               |
| 御次         | おつぎ               | 御膳や様々な道具の運搬から対面所掃除などを担当。                                                                                 |
| 切手書       | きってがき           | 七ツ口を通ってやってくる外部からの来訪者の持つ「御切手」という通行手形をあらためる役職。                                         |
| 呉服之間     | ごふくのま           | 将軍、御台所の衣装仕立て係。 |
| 御坊主       | おぼうず             | 将軍の雑用係。剃髪姿で羽織袴を着用している。中高年の女性が就く事が多く、場合によっては中奥へ出入りすることもあった。             |
| 御広座敷     | おひろざしき         | 表使の下働き。大奥を来訪した女使たちの御膳の世話をした。                                                                         |
| 御三之間     | おさんのま           | 御三之間以上の居間の掃除一切をこなす。                                                                                           |
| 御仲居       | おなかい             | 御膳所にて料理一切の煮炊きを担当。                                                                                               |
| 火之番       | ひのばん             | 昼夜を問わず大奥内の火の元を見回る。武芸に長けており警備員的な役割も担っていた。                                                 |
| 御茶之間     | おちゃのま           | 御台所の茶湯を出す役。 |
| 御使番       | おつかいばん         | 広敷・御殿間の御錠口の開閉を管理する。                                                                                           |
| 御半下(御末) | おはした(おすえ)     | 大奥の雑用一切を受け持つ下女。                                                                                                   |

奥女中のうち、上臈御年寄から御坊主までがお目見え以上と言い、将軍と御台所への目通りを許されていた上級の女中たちである。女中たちのお禄（手当）は主に切米、合力金、扶持（月々の食料）、湯之木（風呂用の薪）、五菜銀（味噌や塩を買うための銀）、油などの現物が多かった。また老女（上臈御年寄、御年寄を総称して「老女」と言う。）になると町屋敷が与えられることもあった。
これら階級によって、髪型や服装にしきたりがあった。御台所は１日５回、服装を変えたとされる。
奥女中には通常旗本や御家人などの武家出の女性が雇用された。しかしそれも建前で、時代が下るにつれて裕福な町人出の女性が「行儀見習い」目的に奉公に上がることが多くなる。町人の場合、初めの頃こそは親戚や知り合いの先輩女中の口利きを頼ったり、旗本や御家人の家へいったん養女入りしたりという、迂遠な根回しや手続きを経て大奥入りしたが、後代になって武士と町人の経済力が完全に逆転すると、今度は旗本や御家人の方から持参金付き養女縁組みの話を持ちかけてくることも珍しくなくなっていった。

### 「大奥総取締」
大奥を舞台にした小説・舞台・映画・テレビドラマなどで「大奥総取締」が登場する場合があるが、実際には「大奥総取締」という職名は大奥には存在しなかった。実際には、大奥の万事差配は老女が合議によって担っていた。
しかし時代によっては、大奥においても1人のいわば「総取締」とも言える役割が存在することもあった。大奥の制度が完全に確立されてはいなかった3代将軍・家光の時代、乳母である春日局が「将軍様御局」という立場で大奥総取締の任に当たった。また、5代将軍綱吉時代の将軍付上臈御年寄・右衛門佐局は、綱吉から「大奥総支配」を命じられたとされる。この2人はどちらも老女筆頭であったが、最高の権勢を誇った老女が必ずしも筆頭であったわけではない。12代将軍・家慶の時代の将軍付上臈御年寄・姉小路は、大奥で権勢をふるった女性として知られているが筆頭ではなかったと考えられている。また、「お清」の老女以外にも、例えば3代将軍家光の側室・お万の方が大上臈として、春日局亡き後、「春日同様」に大奥総取締の任に命じられた例もあった。
このように、時代によっては将軍の個人的な意向が大奥の重要人事に絡んだこともあった。幕政の主導権を将軍が握った際、将軍を補佐する側用人や御側御用取次が力を持ったのと同様である。とはいえ、大奥は幕政において贈答儀礼などの重要な側面の一翼を担っていたため、将軍付老女は幕府のために働いていたという側面が否めず、将軍個人の意向で人事が動くことはまれであったと言える。

## 予算
大奥経費は全て勘定所が管理していた。必要品購入の代金は広敷役人から勘定所へ伝えられ、勘定所から実際の支出がなされていた。大奥経費は幕府の財政支出全体の3～8%であったと見られている。それでも1年で20万両程度であったと言われている。和宮降嫁後の文久2年（1862年）には45万両を超えたが、慶応2年（1866年）に17万両にまで削減された。

## 主な大奥の女性
- お江与の方 - 2代将軍徳川秀忠の御台所、徳川家光・千姫・忠長・和子などの母。崇源院。お江・小督とも表記するが、達子・徳子とも称された。浅井長政の娘。淀殿の妹。
- お静の方 - 徳川秀忠の側室。秀忠の乳母・大姥局の侍女。保科正之の生母。浄光院。
- 大姥局 - 徳川秀忠の乳母。草創期の大奥で権勢を誇った。
- 民部卿局 - お江与の方の乳母。江戸城では御台所付き筆頭老女。
- 春日局 - 徳川家光の乳母。斎藤利三の娘で、本名は斎藤福。法度を改正するなどして、大奥を組織的に整備した。
- 祖心尼 - 義理の叔母春日局（血縁では父の従姉妹）の補佐役。素心尼とも表記する。
- 朝倉清 - 徳川忠長の乳母。夫は忠長の御附家老・朝倉宣正。出家して昌清尼。
- 本理院 - 家光の御台所。鷹司孝子。家光と不仲で、大奥には入らず中の丸御殿に別居したため「中の丸殿」と称せられる。
- お振の方 - 家光の最初の側室。千代姫の生母。自証院。
- 永光院 - 家光の側室。お万の方。大上臈。春日局の死後、家光より「春日同様」に奥向きを取締まるよう命じられる。
- 宝樹院 - 家光の側室、徳川家綱の生母。お楽の方。本名のお蘭の音が「乱」に通じるため、改名された。
- 順性院 - 家光の側室、甲府藩主徳川綱重（徳川家宣の実父）の生母。お夏の方。
- 桂昌院 - 家光の側室、徳川綱吉の生母。お玉の方。大奥女中の頃の出仕名は「秋野」。
- 定光院 - 家光の側室、お里佐の方。
- 天樹院 - 家光の長姉。出家後は竹橋御殿に住み、大奥には居住しなかったが、家光～家綱の大奥最高顧問として重きをなした。
- 按察使局（あぜちのつぼね） - お江与の方の侍女。のち家光から家綱の時代に大上臈として仕えた。土佐国司・一条家の娘。
- 矢島局 - 4代将軍徳川家綱付きの御年寄。
- 三沢局 - 4代将軍徳川家綱の乳母。近江小室藩主・小堀政一（遠州）の側室。将軍付き御年寄。
- 近江局 - 徳川家綱の将軍付き御年寄。
- 浅宮顕子 - 徳川家綱の御台所。伏見宮家。
- お振の方 - 徳川家綱の最初の側室。養春院。
- お満流（まる）の方 - 徳川家綱の側室。円明院。
- 鷹司信子 - 5代将軍徳川綱吉の御台所。左大臣従一位・鷹司教平の娘。浄光院。
- お伝の方 - 徳川綱吉の側室。瑞春院。鶴姫・徳松の生母。小谷の方・五の丸（三の丸）殿とも称せられる。
- 右衛門佐局 - 綱吉長女・鶴姫付き上臈[18]、のち将軍綱吉付きの筆頭上臈御年寄として大奥を取り仕切った。
- 寿光院 - 徳川綱吉の側室。大典侍局。大奥ではなく、北の丸に住んだため「北の丸殿」と呼ばれた。清閑寺大納言家。
- 竹姫 - 大典侍局の姪。その養女となり江戸城北の丸に入る。8代吉宗の時代、薩摩藩主・島津継豊の継室となる。浄岸院。
- 新典侍 - 徳川綱吉の側室。落飾後、清心院と号したが、密通が発覚、蟄居処分。公家日野家出身。
- 豊原 - 右衛門佐亡き後の将軍付きの筆頭御年寄、のち上臈御年寄。綱吉から家継まで3代に仕え、大奥を取り仕切った。
- 天英院 - 徳川家宣の御台所。近衛煕子。6代家宣から8代吉宗にかけての大奥首座。父は近衛基熙、母は常子内親王。
- 月光院 - 徳川家宣の側室、7代将軍徳川家継の生母。家宣時代は、お喜世の方・左京の方・三の御部屋様と呼ばれた。
- 江島 - 徳川家継時代の月光院付き御年寄。江島生島事件で失脚。「絵島」の表記は後世の脚色。本名みよ。
- 法心院 - 徳川家宣の側室。お古牟の方。一の御部屋様・右近の方と称される。
- 蓮浄院 - 徳川家宣の側室。お須免の方。二の御部屋様・新典侍局と称される。実家は公家園池家。
- 本光院 -  徳川家宣の側室。いつきの方。お浜御殿の番人の娘。大奥入り後は「斎宮」と称される。
- 浄円院 - 8代将軍徳川吉宗の生母。お紋の方・お由利の方。紀州藩主徳川光貞の側室。
- 真宮理子 - 徳川吉宗の紀州藩5代藩主のころの正室（御簾中）。伏見宮家。
- 本徳院 - 徳川吉宗の側室。お古牟の方。田安徳川家初代当主・徳川宗武の母。
- 深心院 - 徳川吉宗の側室。お梅の方。一橋徳川家初代当主・徳川宗尹の母。
- 覚樹院 - 徳川吉宗の側室。お久免の方。もと浄円院の侍女。
- 比宮増子 - 9代将軍徳川家重の正室。西の丸御簾中のころ早世。伏見宮家。
- お幸（こう）の方 - 徳川家重の側室。10代将軍徳川家治の生母。御台所増子付きの上臈御年寄。公家・梅渓家出身。至心院。
- 安祥院 - 徳川家重の側室。御三卿・清水家の初代・徳川重好の生母。お遊の方・お遊喜の方・お逸の方・お千瀬の方とも。
- 松島 - 徳川家治の乳母、将軍付きの筆頭御年寄。
- 玉沢 - 徳川家治の時代に勢力をはった御年寄。
- お知保の方 - 徳川家治の側室。継嗣・家基の生母。蓮光院。
- 心観院 - 徳川家治の御台所。閑院宮家の五十宮倫子。
- 広橋－家治の御台所五十宮倫付きの上臈御年寄。
- 広大院 - 11代将軍徳川家斉の御台所。近衛寔子（ただこ）。実家は島津家（篤姫・茂姫）。実父は薩摩藩主島津重豪。
- 桂川てや - 広大院付き御中﨟。大奥火事の際、老女花町を救助しようとして焼死した。のち「大奥女中の鑑」と讃えられた。
- お富の方 - 家斉の生母。もと大奥女中。一橋治済の側室。家斉の将軍就任後は将軍生母となったが、主である治済が健在であったため、大奥へは入らず一橋邸に留まった。
- 大崎 - 家斉付き御年寄。松平定信の老中就任に尽力したが後に対立して、大奥を退去。
- 高岳 - 家斉時代の将軍付き筆頭老女。上臈御年寄。
- 唐橋 - 家斉時代の上臈御年寄。家斉の娘・種姫付きとなり、輿入れ先の水戸藩小石原邸奥向きに入る。本名は高松種子。
- お満の方 - 徳川家斉の側室。淑姫の生母。お万・お満武とも。勢真院。
- お楽の方 -  徳川家斉の側室。12代将軍徳川家慶の生母。お照・お里衛の方とも称される。
- お美代の方 - 徳川家斉の側室。専行院。溶姫などの生母。
- お登勢の方 - 徳川家斉の側室。峰姫・紀伊斉順らの生母。妙操院。
- お八重の方 - 徳川家斉の側室。初名はお美尾の方。落飾後、大奥から二の丸に転居。清水斉明らの生母。
- お瑠璃の方 - 徳川家斉の側室。尾張斉温、泰姫らの生母。青蓮院。
- お蝶の方 - 徳川家斉の側室。徳川斉荘、和姫らの生母。速成院。
- お筆の方 - 徳川家斉の側室。浅姫の生母。芳心院。
- お袖の方 - 徳川家斉の側室。徳川斉彊らの生母。本性院。
- お以登の方 - 徳川家斉の側室。永姫・松平斉善・松平斉省・松平斉宣らの生母。本輪院。
- 姉小路 - 12代将軍徳川家慶付き上臈御年寄。家慶時代に勢力をはった。橋本勝子（伊予子）。和宮の大叔母。落飾して勝光院。
- 楽宮（さざのみや）喬子 - 徳川家慶の御台所。有栖川宮家。浄観院。
- 万里小路局 - 徳川家斉から徳川家茂まで4代にわたり筆頭老女。将軍付き上臈御年寄。実家は池尻大納言家。本名は壽賀。
- 三保野 - 徳川家斉から家慶にかけての大奥女中。御錠口から御中﨟。
- 本寿院 - 徳川家慶の側室、13代将軍徳川家定の生母。お美津の方。
- お波奈の方 -  徳川家慶の側室。米姫・暉姫らの生母。
- 秋月院 -  徳川家慶の側室。名は、お露（津由）の方。
- お琴の方 - 徳川家慶の側室。落飾後、妙音院と号して、桜田御用屋敷に移るが、大工と密通事件をおこし、頓死する。
- 歌橋 - 13代徳川家定の乳母。将軍付き上臈御年寄。
- お志賀の方 - 徳川家定の側室（将軍付き御中﨟）。豊倹院。
- 瀧山 - 13代徳川家定時代から15代徳川慶喜時代の将軍付き筆頭御年寄。
- 鷹司任子（あつこ） - 徳川家定がまだ家祥と名乗っていた将軍世子時代に迎えた最初の御簾中（正室）。天親院。父は関白鷹司政煕
- 一条秀子 - 徳川家定がまだ家祥と名乗っていた将軍世子時代に迎えた2人目の御簾中（正室）。澄心院。父は関白一条忠良。
- 天璋院 - 徳川家定の3人目の正室。近衛敬子（篤君）。島津篤姫。実父は島津忠剛。養父は島津斉彬・右大臣近衛忠煕。
- 常磐井 - 天璋院付きの上臈御年寄。初名は高辻。初め御簾中秀子付き。
- 幾島 - 天璋院付きの筆頭御年寄。本名は朝倉糸。初め藤田と名乗り、島津斉宣の娘で近衛忠煕に嫁いだ郁姫付き。
- 初瀬 - 天璋院付きの御年寄。初め御簾中秀子付き中年寄。
- 川井 - 天璋院付きの中年寄。
- 歌川 - 天璋院付きの中年寄。
- 袖村 - 天璋院付きの御中﨟筆頭。
- 福田 - 天璋院付きの表使い。
- 実成院 - 徳川家茂の生母。お操（美佐）の方。紀州藩主・徳川斉順の側室。
- 和宮 - 徳川家茂の御台所。親子内親王。落飾後は静寛院。仁孝天皇皇女、孝明天皇の妹。
- 観行院 - 和宮の生母。橋本経子。仁孝天皇の側室（新典侍）。和宮降嫁に従い、大奥に入る。
- 庭田嗣子 - 和宮付きの筆頭上臈・宰相典侍。もと禁裏御常御殿の女官。大奥でも「宰相典侍」の女官名で通した。
- 橋本麗子 - 和宮付きの上臈御年寄。和宮の従姉にあたる。大納言典侍と称して出仕。
- 土御門藤子 - 和宮付きの上臈御年寄。大奥での名前は「桃の井」。
- 鴨脚（いちょう）克子 - 和宮付きの大奥女中。もと禁裏御常御殿の命婦（能登局）、大奥での名は「岩瀬」。宮中復帰後は竹命婦。
- 田中藤 - 和宮の乳母。橋本実麗邸で和宮を養育し、和宮の内親王宣下に伴い、「少進」の名前を賜る。宮と共に大奥入りする。
- 村山ませ子 - 天璋院付きの御中﨟。筆頭御年寄・瀧山の姪。
- 佐々鎮子 - 家慶から慶喜まで4代にわたって御次として仕えた奥女中。特に天璋院の身の回りの世話をしていたことで知られる。

## 明治の大奥もの
解雇された女中たちは面白おかしく大奥内情を暴露した。ただし、これらの資料は事実と虚構が入り混じっている。
- 『旧事諮問録』 明治24年（1881年） - 大奥の中﨟・箕浦はな子の口述
- 『千代田之大奥』上下 明治25年（1882年）
- 『大奥の女中』上下 明治27年（1884年）
- 『お局生活』明治の女官 明治40年（1907年）
- 『御殿生活』6篇、桜井秀 明治44年（1911年） - 旗本の回想
- 『御殿女中』 三田村鳶魚、昭和5年（1930年） - 元八王子千人同心の家に生まれた